# Zeuxine viridiflora
Zeuxine viridiflora là một loài thực vật có hoa trong họ Lan. Loài này được (J.J.Sm.) Schltr. miêu tả khoa học đầu tiên năm 1906.